# Крокетт (Техас)
Крокетт (англ. Crockett) — місто (англ. city) в США, в окрузі Г'юстон штату Техас. Населення — 6332 особи (2020).

## Географія
Крокетт розташований за координатами 31°19′2″ пн. ш. 95°27′24″ зх. д. / 31.31722° пн. ш. 95.45667° зх. д. (31.317111, -95.456586). За даними Бюро перепису населення США в 2010 році місто мало площу 22,93 км², з яких 22,92 км² — суходіл та 0,00 км² — водойми.

## Демографія
Згідно з переписом 2010 року, у місті мешкало 6950 осіб у 2644 домогосподарствах у складі 1652 родин. Густота населення становила 303 особи/км². Було 3122 помешкання (136/км²).
Расовий склад населення:
| - 46,6 % — білих - 43,0 % — чорних або афроамериканців - 0,9 % — азіатів - 0,4 % — корінних американців - 7,7 % — осіб інших рас |

До двох чи більше рас належало 1,4 %. Частка іспаномовних становила 16,2 % від усіх жителів.
За віковим діапазоном населення розподілялося таким чином: 26,4 % — особи молодші 18 років, 55,2 % — особи у віці 18—64 років, 18,4 % — особи у віці 65 років та старші. Медіана віку мешканця становила 37,2 року. На 100 осіб жіночої статі у місті припадало 87,1 чоловіків; на 100 жінок у віці від 18 років та старших — 79,4 чоловіків також старших 18 років.
Середній дохід на одне домашнє господарство становив 36 134 долари США (медіана — 23 106), а середній дохід на одну сім'ю — 47 717 доларів (медіана — 28 827). Медіана доходів становила 25 037 доларів для чоловіків та 21 304 долари для жінок. За межею бідності перебувало 39,1 % осіб, у тому числі 62,7 % дітей у віці до 18 років та 19,3 % осіб у віці 65 років та старших.
Цивільне працевлаштоване населення становило 2350 осіб. Основні галузі зайнятості: освіта, охорона здоров'я та соціальна допомога — 32,5 %, роздрібна торгівля — 14,3 %, мистецтво, розваги та відпочинок — 8,7 %, будівництво — 7,3 %.

## Персоналії
- Джон Арледж (1906—1947) — американський актор кіно і театру.